# Aristelliger reyesi
Aristelliger reyesi — вид геконоподібних ящірок родини Sphaerodactylidae. Ендемік Куби.

## Опис
Довжина гекона Aristelliger reyesi (без врахування хвоста) становить 6,36 см.

## Поширення і екологія
Aristelliger reyesi відомі з типової місцевості, розташованої на півострові Ікакос в провінції Матансас. Вони живуть серед вапнякових скель, порослих сухим тропічним лісом, серед карстових воронок і печер, в заростях фікусів і кактусів Dendrocereus nudiflorus. Живляться комахами, відкладають яйця.